# حميدة العمالي
أحمد بن محمد العمالي المدعو حميدة، فقيه مالكي، محدث، مفتي، قاضي، إمام، مدرس، صوفي، شيخ الجماعة بالجزائر. ولد بمدينة الجزائر سنة 1227هـ (1813م) وتوفي بها سنة 1290هـ (1873م)، ودفن بتربة مقبرة سيدي عبد الرحمن الثعالبي بقصبة الجزائر.

## النسب والأصل
العمالي هي عائلة تنتسب إلى قرية في «جبل عمال» ضمن سلسلة جبال الخشنة في مرتفعات الأطلس التلي، وبين قرية هذه العائلة وقصبة الجزائر مسافة قليلة تربو عن خمسين كيلومترا، ومنطقتهم تقع في موطن «عرش آيث عيشة» الذي نبغ من جواره العديد من العلماء، من بينهم سيدي عبد الرحمان الثعالبي وسيدي بوسحاقي ومحمد العمالي. كان أبوه محمد العمالي عالما يتبع الطريقة الرحمانية، تلقى العلم والطريقة على يد مؤسسها الشيخ سيدي أمحمد بن عبد الرحمان بوقبرين الأزهري، وكان مقدما له.

## الأبناء
خلف الفقيه علي العمالي، كان من المدرسين بالمدرسة الثعالبية ثم أصبح إماما بالجامع الكبير، و«عمر العمالي» الذي قطن في خلوة جنان الحضر بفحص الجزائر.

## الدراسة والشيوخ
درس على كبار علماء الجزائر العاصمة، منهم:
- الشيخ مصطفى الكبابطي أجازه في الحديث الشريف.[6]
- الشيخ سيدي عمرو (ت 1275هـ) حفظ عليه القرآن الكريم، ونوه به في كناشه عند تسجيل وفاته سنة 1275 هـ.
- الشيخ محمد بن الشاهد (ت 1206هـ/1792م) مفتي الجزائر وشيخ الجماعة بها وهو أديب شاعر مشهور.
- الشيخ محمد واعزيز
- الشيخ محمد العربي الجزائري فقيه تولى إمامة الجامع الكبير في وقته.
- الشيخ أحمد بن الكاهية أجازه في القراءات.
- الشيخ الحاج حمودة بن محمد المقايسي
- المحدث محمد صالح الرضوي البخاري أجازه أثناء زيارته للجزائر.[7]
- حجة الإسلام عبد القادر بن يوسف القادري التقى به في الحجاز حيث أخذ عنه.

## الوظائف
- القضاء: 1849[1] ـ 1856 م.
- الفتوى: 1856[1] ـ 1873 م تولى هذا المنصب عند وفاة الشيخ مصطفى القديري، واستمر فيه إلى وفاته.
- الإمامة تولى الإمامة في جامع الركروك، ثم الإمامة والخطابة بالجامع الكبير إلى جانب التدريس به.
- التدريس تولى التدريس بالجامع الكبير، واشتهر بدروسه في شرح صحيح البخاري. بالإضافة إلى تدريس الفقه والحديث والأدب والبلاغة.

## تلاميذه
تتلمذ عليه الكثير من الطلبة منهم من أصبح عالما معروفا فيما بعد، منهم:
- الشيخ الأستاذ حسن بريهمات (1821م ـ 1884م).[7][9]
- الشيخ علي بن عبد الرحمان بن محمد بن والي (1835م ـ 1906م)
- الشيخ محمد ابن زاكور.
- الشيخ محمد القزادري.
- الشيخ محمد بن العطار.
- الشيخ علي الفخار.
- الشيخ علي بن عبد الرحمن الشويش.
- الشيخ محمد بن عيسى الجزائري[10] (1243هـ - 1310هـ) الذي تولى رئاسة الكتابة العامة بالوزارة الكبرى ثم خطة الإنشاء بتونس.

## آثاره
في فترة عصيبة تولدت عن الاحتلال الفرنسي للجزائر وسياسته العنصرية، عرفت حركت التأليف ركودا كبيرا، ويعد الشيخ حميدة العمالي استثناء مقارنة بعلماء عصره، فقد ترك بعض المؤلفات:
- فتاوى ومحاورات فقهية بلغت أكثر من ثلاثمائة مسألة، معظمها بينه وبين الشيخ علي مبارك القليعي أحد علماء وأعيان مدينة القليعة.
- رسالة في أحكام مياه البادية.
- تأليف في القضاء.
- ترجمة قانون القضاء لسنة 1859 م بمشاركة مجموعة من العلماء منهم: القاضي حسن بريهمات، أحمد البدوي ومحمد بن مصطفى.
- كراريس فيها فوائد وأخبار عن عصره وعائلته.
- فهرسة لمروياته وشيوخه وحياته العلمية.

## مكتبته
اشتهر من بين معاصريه بجمع الكتب، ولعله استغل فرصة هجرة الكثير من العلماء والطلبة الهاربين من الاحتلال الفرنسي للجزائر واللاجئين إلى بلاد الإسلام لشراء كتبهم، فتجمعت لديه مكتبة كبيرة أضحت من أشهر مكتبات المغرب الإسلامي في تلك الآونة.

## مواضيع ذات صلة
- المرجعية الدينية الجزائرية
- قائمة مساجد الجزائر
- الزوايا في الجزائر

### فهرس المراجع
1. 1 2 3 4  سعد الله (1998)، ج. 3، ص. 77.
2. ↑  سعد الله (1998)، ج. 3، ص. 79.
3. ↑  مفتاح (2009)، ص. 95.
4. ↑  نويهض (1980)، ص. 242.
5. ↑  مجموعة من الأساتذة (2014)، ج. 2، ص. 325.
6. ↑  مفتاح (2009)، ص. 96.
7. 1 2  الحفناوي (1906)، ص. 148.
8. ↑  مجموعة من الأساتذة (2014)، ج. 1، ص. 312.
9. ↑  مجموعة من الأساتذة (2014)، ج. 1، ص. 312.
10. ↑  مجموعة من الأساتذة (2014)، ج. 1، ص. 645.

### معلومات المراجع المُفصَّلة
- سعد الله، أبو القاسم (1998). تاريخ الجزائر الثقافي (ط. 1). دار الغرب الإسلامي. ج. 3.
- مفتاح، عبد الباقي (1 يناير 2009). أضواء على الطريقة الرحمانية الخلوتية. دار الكتب العلمية. ISBN:978-2-7451-6107-9. مؤرشف من الأصل في 2020-12-05.{{استشهاد بكتاب}}:  صيانة الاستشهاد: التاريخ والسنة (link)
- نويهض، عادل (1980). معجم أعلام الجزائر من صدر الإسلام حتى العصر الحاضر (ط. 2). مؤسسة نويهض الثقافية. اطلع عليه بتاريخ 2020-12-06.
- مجموعة من الأساتذة (2014-01-01). موسوعة العلماء والأدباء الجزائريين. إشراف : رابح خدوسي. منشورات الحضارة. ج. 2. ISBN:9796500167794. مؤرشف من الأصل في 2020-12-05. {{استشهاد بكتاب}}: تحقق من التاريخ في: |سنة= لا يطابق |تاريخ= (مساعدة)
- الحفناوي، أبو القاسم (1906). تعريف الخلف برجال السلف. الجزائر: مطبعة بيير فوفتانة الشرقية.
- الجيلالي، عبد الرحمن (1965). تاريخ الجزائر العام. الجزائر: مكتبة الشركة الجزائرية.